# Atecucario
Atecucario, oficialmente Atecucario de la Constitución, y también conocida como Atecuario, es una localidad mexicana ubicada en el estado de Michoacán, dentro del municipio de Zamora.

## Población
De acuerdo con el censo de 2020, Atecuario tenía un total de 3681 habitantes, de los cuales 1852 ersn mujeres y 1829, hombres. Es la 4.ª localidad más poblada del municipio.

## Geografía
Atecucario está a 1,584 metros de altitud.